# 2003-as svéd túraautó-bajnokság
A 2003-as svéd túraautó-bajnokság volt a sorozat 8. kiírása. A szezon május 4-én vette kezdetét és szeptember 18-án ért véget. Nyolc fordulóból, tizenhat futamból állt. A bajnok a svéd Fredrik Ekblom lett két honfitársa, Jan Nilsson és Tomas Engström előtt.

## Csapatok és versenyzők
| Versenyző            | Nemzet | Csapat                     | Autó               |
| -------------------- | ------ | -------------------------- | ------------------ |
| Fredrik Ekblom       | SWE    | Kristoffersson Motorsport  | Audi A4            |
| Tommy Kristoffersson | SWE    | Kristoffersson Motorsport  | Audi A4            |
| Tobias Johansson     | SWE    | Kristoffersson Motorsport  | Audi A4            |
| Jan Nilsson          | SWE    | Flash Engineering          | Volvo S60          |
| Magnus Krokström     | SWE    | Flash Engineering          | Volvo S60          |
| Nicklas Karlsson     | SWE    | Euroracing                 | Alfa Romeo 156     |
| Tomas Engström       | SWE    | Engström Motorsport        | Honda Civic Type-R |
| Richard Göransson    | SWE    | West Coast Racing          | BMW 320i           |
| Mattias Andersson    | SWE    | West Coast Racing          | BMW 320i           |
| Tommy Rustad         | NOR    | Opel Team Sweden           | Opel Astra         |
| Carl Rosenblad       | SWE    | Crawford Racing            | BMW 320i           |
| Patrik Ernstsson     | SWE    | Bakajev Motorsport         | BMW 320i           |
| Jan Brunstedt        | SWE    | Bakajev Motorsport         | BMW 320i           |
| Johan Stureson       | SWE    | Podium SEAT Sport Team     | SEAT Toledo        |
| Robin Rudholm        | SWE    | Podium SEAT Sport Team     | SEAT Toledo        |
| Jens Edman           | SWE    | Peugeot Statoil Motorsport | Peugeot 307        |
| Roger Möen           | NOR    | Vic Lee Racing             | Peugeot 406 Coupé  |

## Versenynaptár
| Forduló | Versenypálya           | Dátum        | Győztes versenyző                  | Győztes csapat                              |
| ------- | ---------------------- | ------------ | ---------------------------------- | ------------------------------------------- |
| 1 2     | Falkenbergs Motorbana  | május 4      | Fredrik Ekblom Richard Göransson   | Kristoffersson Motorsport West Coast Racing |
| 3 4     | Mantorp Park           | május 18     | Jan Nilsson Fredrik Ekblom         | Flash Engineering Kristoffersson Motorsport |
| 5 6     | Karlskoga Motorstadion | június 9     | Richard Göransson Tomas Engström   | West Coast Racing Engström Motorsport       |
| 7 8     | Falkenbergs Motorbana  | július 6     | Jan Nilsson Patrik Ernstsson       | Flash Engineering Bakajev Motorsport        |
| 9 10    | Ring Knutstorp         | július 20    | Richard Göransson Jan Nilsson      | West Coast Racing Flash Engineering         |
| 11 12   | Karlskoga Motorstadion | augusztus 17 | Richard Göransson Carl Rosenblad   | West Coast Racing Crawford Racing           |
| 13 14   | Ring Knutstorp         | augusztus 31 | Tommy Rustad Jan Nilsson           | Opel Team Sweden Flash Engineering          |
| 15 16   | Mantorp Park           | september 18 | Richard Göransson Nicklas Karlsson | West Coast Racing Euroracing                |

## Végeredmény
| Helyezés | Versenyző            | Pont |
| -------- | -------------------- | ---- |
| 1        | Fredrik Ekblom       | 224  |
| 2        | Jan Nilsson          | 214  |
| 3        | Tomas Engström       | 168  |
| 4        | Tommy Rustad         | 161  |
| 5        | Richard Göransson    | 148  |
| 6        | Tobias Johansson     | 140  |
| 7        | Tommy Kristoffersson | 139  |
| 8        | Carl Rosenblad       | 130  |
| 9        | Nicklas Karlsson     | 127  |
| 10       | Patrik Ernstsson     | 116  |
| 11       | Johan Stureson       | 106  |
| 12       | Magnus Krokström     | 99   |
| 13       | Mattias Andersson    | 93   |
| 14       | Robin Rudholm        | 86   |
| 15       | Jan Brunstedt        | 78   |
| 16       | Jens Edman           | 17   |
| 17       | Roger Moen           | 6    |

| Gyártók bajnoksága | Gyártók bajnoksága | Gyártók bajnoksága |
| Helyezés           | Gyártó             | Pont               |
| ------------------ | ------------------ | ------------------ |
| 1                  | Volvo              | 242                |
| 2                  | Audi               | 240                |
| 3                  | BMW                | 229                |
| 4                  | SEAT               | 184                |
| 5                  | Honda              | 181                |

## Külső hivatkozások
- A bajnokság hivatalos honlapja (svédül)